# 窦婴
窦婴（？—前131年2月20日），清河郡觀津縣（今河北省衡水市武邑县）人，西汉政治人物，是汉文帝皇后窦氏堂兄之子，以軍功封魏其侯，後因与武安侯田蚡不和，被以「伪造诏书罪」斩首。

## 从政经历

### 文帝时期
汉文帝时，窦婴曾任吴王刘濞的国相，后因病去职。

### 景帝时期
孝景三年（前154年），七国之乱爆发，窦婴以大将军职守荥阳，叛乱平定后被封为魏其侯。孝景四年（前153年），栗姬所生的皇长子刘荣被立为太子，窦婴出任太子太傅。孝景七年（前150年），太子被废，窦婴由是称病数月不出，后来经人劝说才重新上朝。
窦婴虽为窦家最为贤能之人，却长期不受窦太后喜爱。孝景三年，梁王刘武入朝，景帝设宴款待，飲酒時表示要把皇位传予梁王。梁王是窦太后寵愛的小儿子，故而太后听到之后也非常高兴。这时窦婴挺身而出，陈说汉室天下父死子继的祖制，打消了景帝的念头。窦太后由此非常讨厌窦婴，并革除了窦婴的门籍。后来窦太后的态度有所缓和，但因为窦婴喜好儒家学说，而太后则钟情于黄老之学，故而关系始终不够融洽。

### 武帝时期
武帝初即位，大力推崇儒家思想，任窦婴为丞相，王太后同母异父弟田蚡为太尉，同时提拔了一大批倡导儒家思想的官员，如御史大夫赵绾、郎中令王臧等。建元二年（前139年），赵绾、王臧建议不必向太皇太后窦氏请示朝政。太皇太后大怒，将两人下狱，窦婴和田蚡也因此被免官。从此以后窦婴在政治上便走上了下坡路。

## 失势与遇害
建元六年（前135年），太皇太后窦氏驾崩，窦婴连这个靠山也失去了。而王太后则获得更多机会影响朝政，与之相应的是田蚡在政治上如日中天，乃至出任丞相。很多士人都逐渐疏远窦婴而亲附于田蚡。
元光四年（前131年），窦婴至交灌夫因在酒席中对田蚡出言不逊，被田蚡以先前所犯罪名逮捕下狱，并被判处死刑。窦婴倾全力搭救灌夫，并在朝会上就此事与田蚡辩论。但由于王太后的压力，灌夫仍被判为族诛。窦婴乃以曾受景帝遗诏“事有不便，以便宜论上”为名，请求武帝再度召见。但尚书很快就发现窦婴所受遗诏在宫中并无副本，于是以“矫诏”之名弹劾窦婴。十月，灌夫被处斩，竇嬰在灌夫死后很久才得知消息，当即怒发病倒，意圖绝食自盡。后听闻皇帝无意处死自己，于是恢复饮食，请医治病。田蚡让人散布谣言，使武帝听到，于是在十二月晦窦婴在渭城被斬首，陈尸街头（弃市）。
竇嬰死後次年春天，武安侯田蚡病倒，病中喃喃口呼謝罪，家人請來能視陰陽鬼事之人，得知是魏其侯和灌夫兩鬼守住田蚡，鞭笞索命，群醫束手，只能眼睜睜看著田蚡不治。

## 亲属
- 父亲：窦□（窦太后堂兄）
- 母亲：□氏
- 妻子：□氏

## 延伸阅读
[在维基数据编辑]
 《史記/卷107》，出自司馬遷《史記》
 《漢書·卷052》，出自班固《漢書》